# Deket Kulon
Deket Kulon is een bestuurslaag in het regentschap Lamongan van de provincie Oost-Java, Indonesië. Deket Kulon telt 4405 inwoners (volkstelling 2010).